# Рудольф Меєр
Рудольф Меєр (нім. Rudolf Meyer; 1 лютого 1920, Лейпциг — 23 квітня 1945, Атлантичний океан) — німецький офіцер-підводник, оберлейтенант-цур-зее крігсмаріне. Кавалер Німецького хреста в золоті.

## Біографія
1 жовтня 1938 року вступив на флот. З листопада 1940 року служив на лінкорі «Тірпіц». В травні-жовтні 1943 року пройшов курс підводника, З жовтня 1943 по лютий 1944 року — курс командира підводного човна. З 8 квітня 1944 року — командир підводного човна U-1055, на якому здійснив 2 походи (разом 72 дні в морі). 23 квітня 1945 року U-1055 і всі 49 членів екіпажу зникли безвісти.
Всього за час бойових дій потопив 4 кораблі загальною водотоннажністю 19 413 тонн.
| Дата          | Назва корабля  | Тип               | Тоннаж | Вантаж                                  | Екіпаж | Загинули | Країна             | Конвой |
| ------------- | -------------- | ----------------- | ------ | --------------------------------------- | ------ | -------- | ------------------ | ------ |
| 9 січня 1945  | Jonas Lie      | Торговий пароплав | 7,198  | Баласт                                  | 69     | 2        | США                | ON-277 |
| 11 січня 1945 | Roanoke        | Торговий пароплав | 2,606  | Баласт                                  | 63     | 4        | США                |        |
| 11 січня 1945 | Normandy Coast | Торговий пароплав | 1,428  | 266 тонн сталевих листів                | 27     | 19       | Британська імперія |        |
| 15 січня 1945 | Maja           | Тепловий танкер   | 8,181  | 10680 тонн бензину і моторного пального | 65     | 25       | Британська імперія |        |

## Звання
- Кандидат в офіцери (1 жовтня 1938)
- Морський кадет (1 липня 1939)
- Фенріх-цур-зее (1 грудня 1939)
- Оберфенріх-цур-зее (1 серпня 1940)
- Лейтенант-цур-зее (1 квітня 1941)
- Оберлейтенант-цур-зее (1 січня 1943)

## Нагороди
- Залізний хрест 2-го і 1-го класу
- Нагрудний знак підводника
- Німецький хрест в золоті (7 лютого 1945)